# Леляківський заказник (Чернігівська область)
Леляківський — гідрологічний заказник місцевого значення в Україні. Розташований у межах Варвинської селищної громади Прилуцького району Чернігівської області, на північно-західній околиці села Леляки. 
Площа - 43 га. Статус присвоєно згідно з рішенням Чернігівського облвиконкому від 27.12.1984 року. № 454. 
Охороняється низинне болото з типовими видами лучно-болотної, болотної та чагарникової рослинності в долині річки Удай. Заказник має велике водоохоронне значення для прилеглих територій.